# Chew Valley
La Chew Valley, ou vallée de la Chew, est une région du Royaume-Uni, située au nord du comté de Somerset, en Angleterre. Elle tire son nom de la rivière Chew, un cours d'eau qui prend sa source au village de Chewton Mendip et se jette dans le fleuve Avon à Keynsham.

## Caractéristiques
Au sens géographique strict, la vallée est délimitée par le bassin versant de la Chew et par ses affluents ; cependant, dans les faits, le nom de « Chew Valley » englobe fréquemment d'autres régions alentour, comme le lac Blagdon et ses environs, qui fait pourtant officiellement partie de la Yeo Valley. La vallée de la Chew est une région rurale qui recèle essentiellement des terres arables fertiles et des élevages laitiers, dans laquelle les villages sont disséminés à distance les uns des autres.
Le paysage, constitué principalement de la vallée dans laquelle s'écoule la rivière Chew, est vallonné et de basse altitude. Délimitées par la colline de Dundry Down au nord, le plateau de Lulsgate à l'ouest, les collines de Mendip Hills au sud et les plateaux des villages de Hinton Blewitt, Marksbury et Newton Saint Loe à l'est, les frontières de la vallée sont constituées des sommets escarpés de différentes hauteurs qui l'entourent, excepté au sud-ouest et au sud-est où ce sont les hautes plaines de la Chew Valley qui constituent la limite avec, respectivement, la Yeo Valley et les collines de Mendip Hills. Une digue, construite dans les années 1950 sur la rivière Chew, a  permis la création d'un lac artificiel, le lac de Chew Valley, qui fournit en eau potable la ville voisine de Bristol et ses environs. Ce lac constitue l'un des cadres les plus intéressants dans le paysage de la vallée, non seulement en sa qualité d'aire de loisirs, mais aussi comme site de conservation de la nature mondialement reconnu, en raison de la variété des différentes espèces d'oiseaux, de plantes et d'insectes qu'il abrite.